# Liste der Baudenkmale in Hawera
Die Liste der Baudenkmale in Hawera umfasst alle vom New Zealand Historic Places Trust (NZHPT) als „Historic Place“ oder „Historic Area“ eingestuften Baudenkmale und Flächendenkmale der neuseeländischen Ortschaft Hawera. Die Angaben stammen aus dem Register des NZHPT. Die Bezeichnungen der Baudenkmale orientieren sich an diesem Register. In die Liste werden auch bekannte Wahi Tapu (Area), kulturell und religiös bedeutsame Stätten und Gebiete der Māori, aufgenommen. Sie werden jedoch meist nicht publiziert.

| Bild           | Bezeichnung                                                | Ort    | Anschrift                                                           | Beschreibung                                                                                         | Bauzeit           | Eintrag            | Nummer | Kat. |
| -------------- | ---------------------------------------------------------- | ------ | ------------------------------------------------------------------- | --- | ----------------- | ------------------ | ------ | ---- |
| weitere Bilder | Concrete Water Tower                                       | Hawera | Ecke Albion Street und High Street Karte                            | Wasserturm                                                                                           | 1914              | 21. September 1989 | 0143   | 1    |
| BW             | Albert Fantham Statue                                      | Hawera | Waihi Road, King Edward Park Karte                                  | Denkmal für den lokalen Geschäftsmann und Funktionär Albert Fantham                                  | n.a.              | 1. September 1983  | 0844   | 2    |
| BW             | Bank of New Zealand                                        | Hawera | 73 Princes Street Karte                                             | Bankfiliale, ehemalige                                                                               | 1925              | 17. Dezember 1993  | 7100   | 2    |
| BW             | Library                                                    | Hawera | 46 High Street Karte                                                | öffentliche Bibliothek, Blockhaus                                                                    | 1896              | 1. September 1983  | 0841   | 2    |
| BW             | Fountain                                                   | Hawera | 37 Hunter Street, Hawera Hospital Karte                             | Springbrunnen vor dem Haupteingang des Krankenhauses                                                 | n.a.              | 1. September 1983  | 0849   | 2    |
| BW             | Gerrand’s Watchmakers Building                             | Hawera | High Street und Regent Street Karte                                 | Uhrmacher- und Juweliergeschäft                                                                      | 1900er (?)        | 1. September 1983  | 0850   | 2    |
| BW             | Grain Store                                                | Hawera | Katene Road, Normanby, auf dem Gelände des Te Ngutu Golf Club Karte | Getreidelager                                                                                        | n.a.              | 1. September 1983  | 0851   | 2    |
| BW             | Hawera Club                                                | Hawera | 38 High Street Karte                                                | Clubhaus                                                                                             | n.a.              | 1. September 1983  | 0852   | 2    |
| BW             | House                                                      | Hawera | 24 High Street und Collins Street Karte                             | Wohnhaus/Arztpraxis                                                                                  | 1904              | 1. September 1983  | 0853   | 2    |
| BW             | House                                                      | Hawera | 58 Collins Street Karte                                             | Wohnhaus                                                                                             | n.a.              | 1. September 1983  | 0854   | 2    |
| BW             | King Edward Park Gates                                     | Hawera | Waihi Road Karte (ungenau)                                          | eiserne Tore des King Edward Parks                                                                   | n.a.              | 1. September 1938  | 0855   | 2    |
| BW             | National Bank Building                                     | Hawera | Princes Street und 82 High Street Karte                             | Bankfiliale                                                                                          | n.a.              | 1. September 1983  | 0856   | 2    |
| BW             | Patterson’s Menswear Building                              | Hawera | 153 High Street Karte                                               | Ladengeschäft                                                                                        | n.a.              | 1. September 1983  | 0858   | 2    |
| BW             | St Mary’s Church (Anglican)                                | Hawera | 206 Princes Street und Collins Street Karte                         | Kirche, anglikanische                                                                                | n.a.              | 1. September 1983  | 0861   | 2    |
| BW             | Hawera County Council Office (Former)                      | Hawera | 33 Princes Street Karte                                             | Verwaltungsgebäude des County, ehemaliges                                                            | n.a.              | 1. September 1983  | 0862   | 2    |
| BW             | Victorian Post Box                                         | Hawera | High Street und Victoria Street (im Kreuzungsbereich) Karte         | Briefkasten, viktorianisches Zeitalter                                                               | n.a.              | 1. September 1983  | 0864   | 2    |
| BW             | Wesley Methodist Church                                    | Hawera | 51 Regent Street Karte                                              | Kirche, methodistische                                                                               | n.a.              | 1. September 1983  | 0865   | 2    |
| BW             | Westpac Building                                           | Hawera | 69 Princes Street Karte                                             | Bankfiliale                                                                                          | n.a.              | 1. September 1983  | 0866   | 2    |
| BW             | White Hart Hotel                                           | Hawera | 82 High Street Karte                                                | Hotel                                                                                                | n.a.              | 1. September 1983  | 0867   | 2    |
| BW             | Memorial Arch                                              | Hawera | Princes Street Karte                                                | Gedenkbogen für die Gefallenen der Weltkriege                                                        | 1923/1924         | 1. September 1983  | 5423   | 2    |
| BW             | Wendy Statue                                               | Hawera | King Edward Park Karte (ungenau)                                    | Statue der Figur Wendy aus Peter Pan, 1933–1939 Bürgermeister von Hawera, gestiftet von seiner Witwe | 1951 (Einweihung) | 15. Juni 2000      | 7469   | 2    |
| BW             | Te Ruaki Pa                                                | Hawera | Ohangai Road und Davidson Road Karte (ungenau)                      | Standort eines Pā (befestigtes Dorf der Māori)                                                       | n.a.              | 22. Juni 2011      | 9576   | WT   |
|                | Hawera Hospital Administration Block (former) [abgegangen] | Hawera | 41 Hunter Street                                                    | Verwaltungsbau des Krankenhauses, 2013 für Neubebauung abgerissen                                    | 1925–1927         | [abgegangen]       | 0842   | 2    |